# 奇蹟列車 (電影)
《奇蹟列車》（英語：One Life）是一部2023年傳記劇情片，由詹姆斯·哈維斯執導。 電影根據英國人道主義救援者尼古拉斯·溫頓爵士的真實故事改編，回顧他在1938-39年二戰開始前，幫助大批居住在德國佔領捷克斯洛伐克猶太兒童躲藏和逃亡的努力。電影由安東尼·霍普金斯和約翰尼·弗林飾演尼古拉斯爵士，莉娜·歐琳、蕾夢娜·葛瑞、亞歷克斯·夏普、喬納森·普賴斯和海倫娜·伯翰·卡特參與演出。 
《奇蹟列車》於2023年9月9日在多倫多國際電影節進行全球首映，並於2023年倫敦電影節進行歐洲首映。該片由華納兄弟影業於2024年1月1日在英國上映。   這部電影獲得的評價大多正面，演員們的表演受到贊揚，尤其是霍普金斯的表演。

## 故事

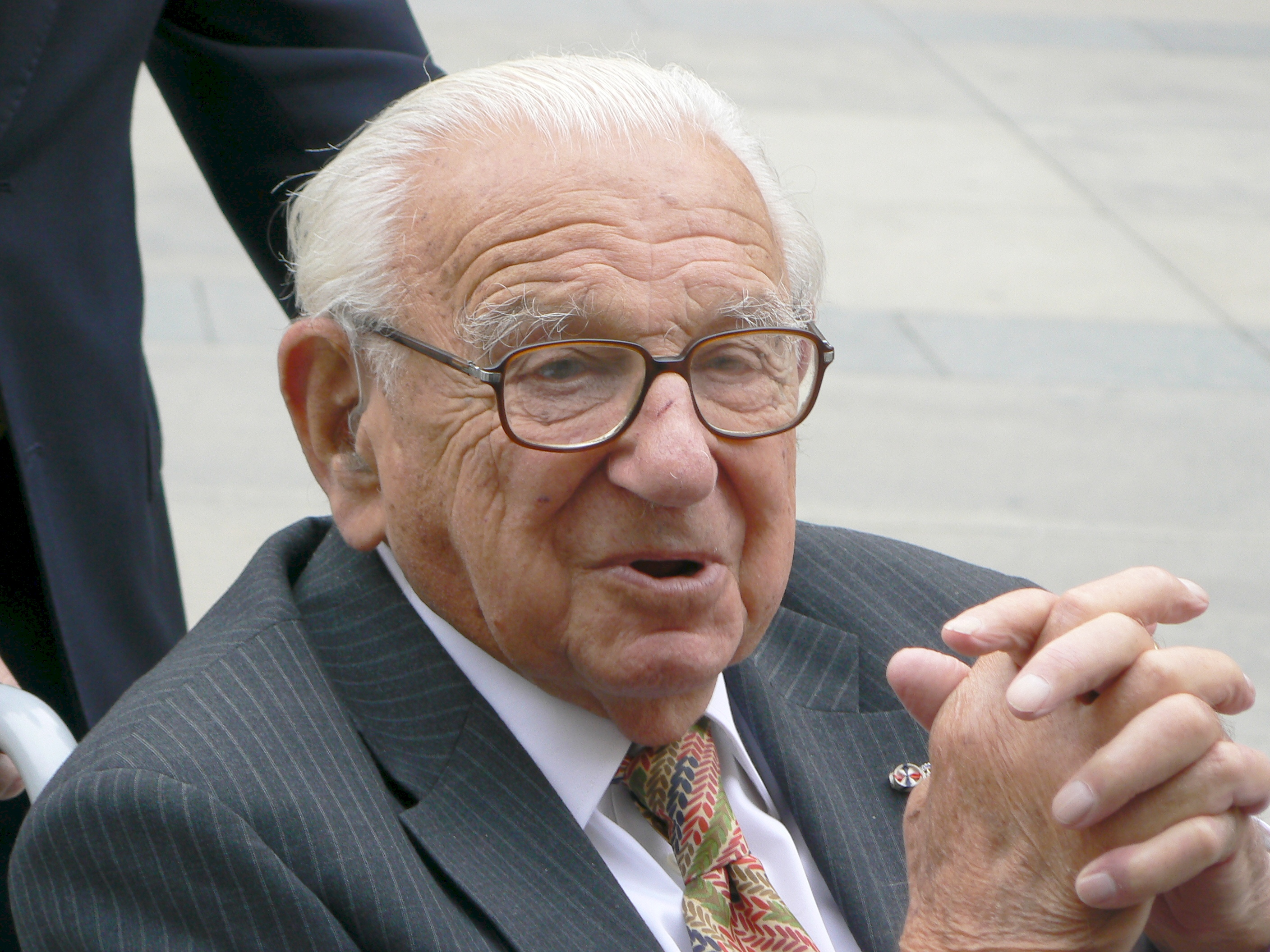
尼古拉斯·溫頓爵士

1938 年，《慕尼黑協定》簽署幾周後，29歲的倫敦股票經紀人尼古拉斯·溫頓到訪捷克斯洛伐克时，在布拉格遇到逃離納粹德國和奧地利納粹的家庭。他們生活條件惡劣，幾乎沒有住所或食物，並且擔心納粹黨人的入侵。溫頓被人介紹給英國捷克斯洛伐克難民委員會(BCRC)布拉格辦事處負責人多琳·沃里納（Doreen Warriner）。溫頓對難民營的條件感到震驚，決定親自拯救猶太兒童。在他的母親巴貝特（她本人是德國猶太移民，後來改信英國國教）的積極支持下，他克服了官僚障礙，籌集捐款，並為帶到英國的孩子尋找寄養家庭。他們當中許多是正面臨被驅逐出境的猶太人。由於尚不清楚在德國入侵之前，邊界將保持開放多長時間，因此一場與時間的賽跑開始。
50年後的1987年聖誕節前夕，70多歲的溫頓在妻子格蕾特的要求下，開始清理家中與書房的雜物，發現大量舊文件，當中包括記錄了他為BCRC工作的照片和兒童名單。溫頓仍然責怪自己沒能存更多的錢，與老朋友馬丁共進午餐時，溫頓思考他應該如何處理所有文件。他正考慮將它們捐贈給大屠殺博物館，但同時他想引起人們對難民當前困境的關注，所以他沒有這樣做。
最終這些文件被交到由英國廣播公司製作的電視節目「這就是生活」的製作團隊手中，並由主持人埃絲特·蘭岑（Esther Rantzen）講述整個故事。溫頓被邀請參加演出並被安排坐在觀眾席的第一行。電視製作組在沒有通知溫頓的情況下，邀請了一批他協助拯救的兒童到節目與他見面。  

## 演員
- 安東尼·霍普金斯飾尼古拉斯·溫頓
- 約翰尼·弗林飾年輕時期的尼古拉斯·溫頓
- 海倫娜·伯翰·卡特飾巴比·温頓
- 莉娜·奥林飾葛蕾特·溫頓
- 喬納森·普雷斯飾馬丁·布萊克
- 齊吉·希斯飾年輕時期的馬丁·布萊克
- 蘿瑪拉·嘉瑞飾多琳·沃里納
- 亞歷克斯·夏普飾特雷弗·查德威克
- 薩曼莎·斯皮羅飾艾絲特·蘭岑

## 製作

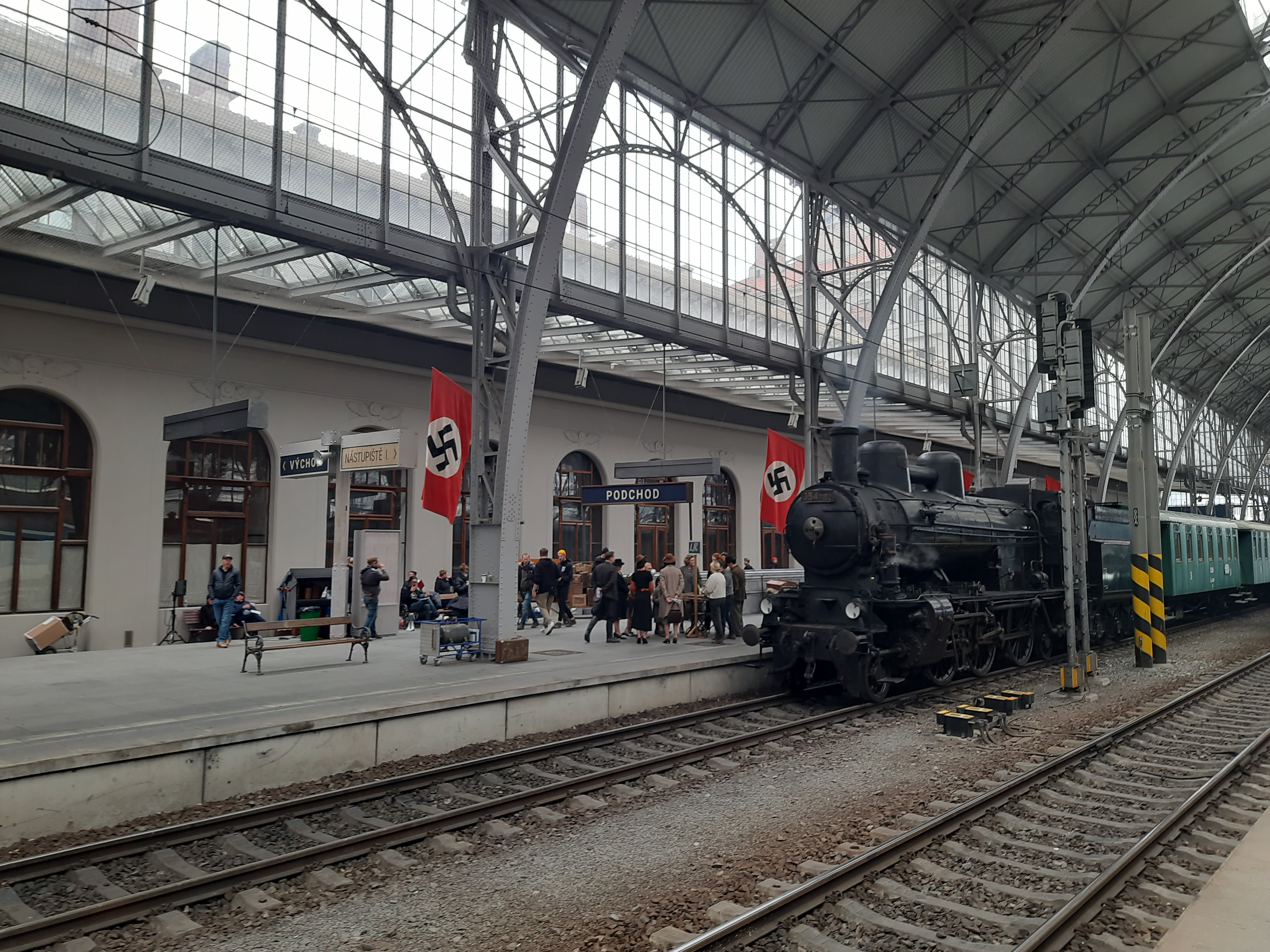
電影拍攝地之一布拉格火車總站

2020年9月，安東尼·霍普金斯和約翰尼·弗林宣佈將出演一部關於尼古拉斯·温顿爵士的傳記電影，由露辛達·考克森（Lucinda Coxon） 和尼克·德雷克（Nick Drake） 編寫劇本，艾斯林·沃爾什（Aisling Walsh） 擔任導演， See-Saw Films和BBC Film製作，由羅斯·加內特（Rose Garnett） 和西蒙·吉利斯（Simon Gillis）擔任執行製片人，以及伊恩·坎寧（Iain Canning）和埃米爾·謝爾曼（Emile Sherman）擔任製片人。  2022年9月，改由詹姆斯·霍伊斯執導其首部故事片，海倫娜·伯翰·卡特亦加入演員陣容，飾演溫頓的母親巴比·溫頓，蓋伊·希利（Guy Heeley） 則擔任製片人，劇本改編自溫頓的女兒芭芭拉·溫頓（Barbara Winton） 撰寫的 《If It's Not Impossible...: The Life of Sir Nicholas Winton》傳記。同時宣佈喬納森·普雷斯（Jonathan Pryce） 、羅瑪拉·嘉瑞（ Romola Garai）和亞歷克斯·夏普（Alex Sharp） 加入演員陣容。 2022年9月開始在倫敦和布拉格進行拍攝。   
故事主人翁溫頓的女兒向劇組要求由霍普金斯扮演她的父親，霍普金斯閱讀劇本後答應出演。 温頓的兒子稱贊霍普金斯對他父親的塑造。 一位幸存者稱這部電影是「恰如其分的致敬」。 電影中部份參演的臨時演員亦是溫頓現實中所拯救的兒童。 
電影的宣傳活動曾引發批評，主要原因是現實事件中的兒童主要屬於猶太裔，但在英國宣傳期間被描述為「中歐人」。 

## 評價
根据評論匯總网站爛番茄汇总的53篇评论文章，91%的评论家给予该作正面评价，使之獲得「認證新鮮」標識，平均打分为7.3分（满分10分） 在Metacritic上，根據17位影評人給予67分（滿分100分），這部電影獲得了「普遍好評」。
影評人伊恩·弗里爾在《Time Out》中，描述電影是「一個非凡的二戰故事，以傳統方式講述，但由出色的安東尼·霍普金斯豐富其內容」。 彼得·布拉德肖 (Peter Bradshaw) 在《衛報》中表示，「你需要一顆鐵石心腸才能不被這個非凡的真實故事所感動」。 在《衛報》的另一篇評論中，溫迪·艾德給電影評分三顆星（滿分五顆星）。 
《每日電訊報》的羅比·科林給電影評分四顆星（滿分五顆星）。  《旁觀者》的黛博拉·羅斯贊揚電影的主題、表演和信息。  《獨立報》的克拉麗絲·洛里 (Clarisse Loughrey) 贊揚霍普金斯的表現。 
馬修·雷斯則在《衛報》撰稿表示，他的父親曾是溫頓救過的孩子之一，但他認為這部電影背叛了溫頓。 另一名獲救兒童的後裔尼古拉·吉辛（Nicola Gissing）則回應，並為電影辯護，形容電影清楚反映了當其時的情況。 

## 爭議
溫頓二戰前主要救援猶太兒童，但英國廣播公司電影網站卻忽略有關事實，令英國的電影院經營者在宣傳電影的廣告中，提到尼古拉斯·溫頓拯救的是「來自中歐的兒童」。引發爭議後，BBC電影更改電影簡介，改為描述溫頓拯救「主要是猶太人」的兒童。  